# Аґнєшка Садовська
Аґнєшка Садовська (пол. Agnieszka Sadowska; нар. 1962, Елк) — польська фотографка та фотожурналістка, документує соціально-культурні події на Підляшші.

## Життєпис
Аґнєшка Садовська народилася 1962 року в місті Елк. Закінчила дворічні курси для викладачів фотографії другого рівня у Народному університеті в Радавниці (1984) та Вищій школі фотографії у Варшаві (1989). Була співзасновницею фотокоманди державного підприємства Pracownie Konserwacji Zabytków. Потім працювала фотокореспонденткою та фоторедакторкою у тижневику «Плюс», а з 1992 року — у «Газеті Виборчій» у Білостоці, з якою пов'язана дотепер. У 1985 році отримала першу премію на 4-му Бієнале художньої фотографії «Дитина» від журі під головуванням Зофії Ридет. До 1990-х років брала участь у поствиставках Білостоцького фотографічного товариства. У 2002 році її фотографії з'явилися в альбомі «Фотографії Газети Виборчої», а у 2021 році були представлені на колективній виставці «Єдина. Нерозказані історії польських фотографок у Будинку спіткань з історією», а сама Садовська стала однією з героїнь однойменної книги Моніки Шевчик-Віттек.